# Мультан
Мультан (пол. Multan) — польский дворянский герб.

## Описание
В зелёном поле золотой полумесяц рогами вниз, под ним — два меча рукоятями вверх в андреевский крест между тремя шестилучевыми золотыми звёздами: двумя по сторонам, третья внизу. 
Щит увенчан дворянскими шлемом и короной. Нашлемник: рука в латах с мечом. Намет на щите зелёный, подложенный золотом.

## Герб используют
Ремигий Демешкан (пол. Demeszkan), г. Мультан, признан в потомственном дворянском достоинстве Царства Польского в 1841 г. и на означенное достоинство 24.10.1861 жалован дипломом.